# Молодіжна збірна Латвії з футболу
Молодіжна збірна Латвії з футболу — національна футбольна збірна Латвії гравців віком до 21 року (U-21), яка підпорядкована Латвійській футбольній федерації.

## Виступи начемпіонатах Європи
- 1978 – 1991: входила до складу СРСР, гравці виступали за молодіжну збірну СРСР
- 1992 – 1994: не брала участі

| Рік   | Раунд                   | Місце                   | І                       | В                       | Н                       | П                       | МЗ                      | МП                      |
| ----- | ----------------------- | ----------------------- | ----------------------- | ----------------------- | ----------------------- | ----------------------- | ----------------------- | ----------------------- |
| 1996  | Не пройшла кваліфікацію | Не пройшла кваліфікацію | Не пройшла кваліфікацію | Не пройшла кваліфікацію | Не пройшла кваліфікацію | Не пройшла кваліфікацію | Не пройшла кваліфікацію | Не пройшла кваліфікацію |
| 1998  | Не пройшла кваліфікацію | Не пройшла кваліфікацію | Не пройшла кваліфікацію | Не пройшла кваліфікацію | Не пройшла кваліфікацію | Не пройшла кваліфікацію | Не пройшла кваліфікацію | Не пройшла кваліфікацію |
| 2000  | Не пройшла кваліфікацію | Не пройшла кваліфікацію | Не пройшла кваліфікацію | Не пройшла кваліфікацію | Не пройшла кваліфікацію | Не пройшла кваліфікацію | Не пройшла кваліфікацію | Не пройшла кваліфікацію |
| 2002  | Не пройшла кваліфікацію | Не пройшла кваліфікацію | Не пройшла кваліфікацію | Не пройшла кваліфікацію | Не пройшла кваліфікацію | Не пройшла кваліфікацію | Не пройшла кваліфікацію | Не пройшла кваліфікацію |
| 2004  | Не пройшла кваліфікацію | Не пройшла кваліфікацію | Не пройшла кваліфікацію | Не пройшла кваліфікацію | Не пройшла кваліфікацію | Не пройшла кваліфікацію | Не пройшла кваліфікацію | Не пройшла кваліфікацію |
| 2006  | Не пройшла кваліфікацію | Не пройшла кваліфікацію | Не пройшла кваліфікацію | Не пройшла кваліфікацію | Не пройшла кваліфікацію | Не пройшла кваліфікацію | Не пройшла кваліфікацію | Не пройшла кваліфікацію |
| 2007  | Не пройшла кваліфікацію | Не пройшла кваліфікацію | Не пройшла кваліфікацію | Не пройшла кваліфікацію | Не пройшла кваліфікацію | Не пройшла кваліфікацію | Не пройшла кваліфікацію | Не пройшла кваліфікацію |
| 2009  | Не пройшла кваліфікацію | Не пройшла кваліфікацію | Не пройшла кваліфікацію | Не пройшла кваліфікацію | Не пройшла кваліфікацію | Не пройшла кваліфікацію | Не пройшла кваліфікацію | Не пройшла кваліфікацію |
| 2011  | Не пройшла кваліфікацію | Не пройшла кваліфікацію | Не пройшла кваліфікацію | Не пройшла кваліфікацію | Не пройшла кваліфікацію | Не пройшла кваліфікацію | Не пройшла кваліфікацію | Не пройшла кваліфікацію |
| 2013  | Не пройшла кваліфікацію | Не пройшла кваліфікацію | Не пройшла кваліфікацію | Не пройшла кваліфікацію | Не пройшла кваліфікацію | Не пройшла кваліфікацію | Не пройшла кваліфікацію | Не пройшла кваліфікацію |
| 2015  | Не пройшла кваліфікацію | Не пройшла кваліфікацію | Не пройшла кваліфікацію | Не пройшла кваліфікацію | Не пройшла кваліфікацію | Не пройшла кваліфікацію | Не пройшла кваліфікацію | Не пройшла кваліфікацію |
| 2017  | Не пройшла кваліфікацію | Не пройшла кваліфікацію | Не пройшла кваліфікацію | Не пройшла кваліфікацію | Не пройшла кваліфікацію | Не пройшла кваліфікацію | Не пройшла кваліфікацію | Не пройшла кваліфікацію |
| 2019  | Не пройшла кваліфікацію | Не пройшла кваліфікацію | Не пройшла кваліфікацію | Не пройшла кваліфікацію | Не пройшла кваліфікацію | Не пройшла кваліфікацію | Не пройшла кваліфікацію | Не пройшла кваліфікацію |
| 2021  | Не пройшла кваліфікацію | Не пройшла кваліфікацію | Не пройшла кваліфікацію | Не пройшла кваліфікацію | Не пройшла кваліфікацію | Не пройшла кваліфікацію | Не пройшла кваліфікацію | Не пройшла кваліфікацію |
| 2023  | Не пройшла кваліфікацію | Не пройшла кваліфікацію | Не пройшла кваліфікацію | Не пройшла кваліфікацію | Не пройшла кваліфікацію | Не пройшла кваліфікацію | Не пройшла кваліфікацію | Не пройшла кваліфікацію |
| 2025  | Не пройшла кваліфікацію | Не пройшла кваліфікацію | Не пройшла кваліфікацію | Не пройшла кваліфікацію | Не пройшла кваліфікацію | Не пройшла кваліфікацію | Не пройшла кваліфікацію | Не пройшла кваліфікацію |
| Разом | 0/16                    | 0/16                    | 0                       | 0                       | 0                       | 0                       | 0                       | 0                       |